# Дядя Ваня (певец)
Дядя Ваня (настоящее имя — Ива́н Григо́рьевич Вабище́вич) (р. 26 июля 1980, Минск, БССР) — автор-исполнитель, музыкант, певец, артист, шоу-мен, ведущий «Папаши-Шоу» на Радио ОНТ (Минск, Беларусь), солист группы «One Hell Thing».

## Биография
Родился 26 июля 1980 года в Минске (Беларусь).
Закончил Белорусский Национальный Технический Университет, там же окончил магистратуру и аспирантуру. Обучение проходил по специальности «Водоснабжение и водоотведение».
Преподавал в БНТУ на кафедре «Водоснабжение и водоотведение» (вместе с матерью и братом Данилой)
Участвовал в многочисленных выступлениях на сцене театра оперы[уточнить]. Являлся участником команды КВН «ЧП» (Минск). Вместе с гитаристом группы One Hell Thing Сергеем Колтуном был резидентом «Comedy Club Minsk Style» (дуэт «76 %»). Создатель группы «One Hell Thing». Псевдоним «Дядя Ваня» получил на конкурсе «Новая волна — 2008» в Юрмале, где был удостоен награды «Золотая звезда Аллы» из рук Аллы Борисовны Пугачёвой. Иван Вабищевич сыграл главную роль в мюзикле «Байкер». Является автором песни к белорусскому юмористическому телесериалу «Наша Белараша».
В 2009 году выпустил дебютный альбом «The BEST #1». Дядя Ваня месте со своей группой One Hell Thing сотрудничают со столичной студией звукозаписи «ОСМОС» (Минск). Участник отбора на телепроекте украинского канала «1+1» «Голос країни-2» (Киев, 2012).
Летом 2010 принимал участие в телепроекте «Битва Титанов».
В 2011 году гражданская супруга Наталья родила дочь Мирославу. По словам Вабищевича воспитание дочери проходит в рок-н-рольном стиле, а её любимой колыбельной является песня группы «AC/DC» — «Highway to Hell».
С 2011 года, совместно с Молодёжным театром «Колесо», принимает участие в театрализованных постановках проведения детского международного конкурса в рамках «Славянского базара» в Витебске.
В октябре 2012 года ему выпало право вручать статуэтку «Светской персоне года» — премии телеканала БелМуз-ТВ.
2013 год — участник второго сезона проекта «Голос» на первом канале (Россия).

## Семья
Мать — Людмила Владимировна Кулешова (Короткова).
Отец — Григорий Григорьевич Вабищевич.

## Награды
- Стеб-номинация «Ухо в трубочку» от «Альфа-Радио»;
- Лауреат премий «Серебряный граммофон» (ОНТ, Беларусь);
- Обладатель "Золотой звезды Аллы " (специальный приз от Аллы Борисовны Пугачевой) на фестивале «Новая волна — 2008» в Юрмале;
- Диплом обладателя приза Аллы Пугачёвой на фестивале «Новая волна — 2008» в Юрмале.